# Taobao
Taobao este o platformă chineză de cumpărături online. Ea are sediul în Hangzhou și este deținută de Alibaba. Potrivit clasamentului Alexa, a fost al optulea cel mai vizitat site web la nivel global în 2021. Taobao.com a fost înregistrat la 21 aprilie 2003 de Alibaba Cloud Computing (Beijing) Co., Ltd.
Taobao Marketplace facilitează comerțul cu amănuntul de la consumator la consumator, oferind o platformă pentru întreprinderile mici și antreprenorii individuali pentru a deschide magazine online care se adresează în principal consumatorilor din regiunile vorbitoare de limbă chineză (China continentală, Hong Kong, Macao și Taiwan) și din străinătate, care este plătibil prin conturi online. Magazinele sale oferă de obicei un serviciu de livrare expres.
Vânzătorii pot posta bunuri pentru vânzare fie printr-un preț fix, fie printr-o licitație. Licitațiile reprezintă un procent mic din tranzacții, în timp ce majoritatea produselor sunt mărfuri noi vândute la prețuri fixe. Utilizatorii Taobao citesc de obicei feedback și compară articole din mai multe magazine. Populara platformă de plată a lui Taobao este Alipay de la Alibaba.
Cu peste 1 miliard de produse în 2016, volumul combinat al tranzacțiilor Taobao Marketplace și Tmall.com a atins 3 trilioane de yuani în 2017.
eBay a achiziționat Eachnet, liderul licitațiilor online din China la acea vreme, pentru 180 de milioane de dolari. A devenit un competitor major pe piața chineză de comerț electronic pentru consumatori. Pentru a contracara expansiunea eBay, Taobao a oferit vânzătorilor listări gratuite. A introdus mesageria instantanee pentru a facilita comunicarea cumpărător-vânzător și un instrument de plată bazat pe escrow: Alipay. Taobao a devenit liderul pieței Chinei continentale în doi ani. Cota sa de piață a crescut de la 8% la 59% între 2003 și 2005, în timp ce eBay China a scăzut de la 79% la 36%. eBay și-a închis site-ul chinez în 2006.
În octombrie 2010, Taobao a lansat versiunea beta eTao ca motor de căutare independent pentru cumpărături online, pentru a furniza informații despre comercianți de pe o serie de site-uri web de comerț electronic pentru consumatori majore din China. Cumpărătorii online ar putea folosi site-ul pentru a compara prețurile între vânzători. Potrivit site-ului web Alibaba Group, eTao oferă produse de la Amazon China, Dangdang, Gome, Yihaodian, Nike China și Vancl, precum și Taobao și Tmall.
În iunie 2011, Jack Ma, președinte executiv și fost director executiv al Alibaba Group, a anunțat că Taobao se va împărți în trei companii diferite: Taobao Marketplace (o platformă de la consumator la consumator), Tmall.com (o platformă de la întreprindere la consumator). , numit apoi Taobao Mall) și eTao (un motor de căutare pentru cumpărături online). S-a spus că această mișcare este necesară pentru ca Taobao să „întâmpine amenințările competitive care au apărut în ultimii doi ani în care peisajul internetului și al comerțului electronic s-au schimbat dramatic.”
În 2012, Taobao a început să accepte cardurile internaționale de credit și de debit Visa și MasterCard.
La 29 aprilie 2013, Alibaba a anunțat o investiție de 586 milioane USD în Sina Weibo. Potrivit Reuters, acordul „ar trebui să conducă mai mult trafic web către Piața Taobao a Alibaba”. La 1 august 2013, Alibaba a lansat Weibo pentru Taobao, care permite utilizatorilor să conecteze conturile Sina Weibo cu conturile Taobao.

## Caracteristici

### Mascota
Mascota lui Taobao este o bulă de dialog, care reprezintă cultura sa corporativă. Ma l-a prezentat pe Taobao în lumea exterioară declarând: „Suntem armata furnicilor”. Ma a organizat odată peste 2.000 de angajați să se adune la o sală de sport pentru a sărbători cea de-a 5-a aniversare a ceremoniei de fondare. La petrecere, angajații Taobao au fluturat mascota Taobao - steagul „furnicilor”. La finalul sărbătorii care a durat patru ore, toți angajații au stat mână în mână, cântând „Dacă nu ai vânt și ploaie, nu poți vedea curcubeul. Furnicile care se organizează împreună pot învinge elefantul. "

### Feedback de la magazin
O modalitate bună de a investiga un magazin Taobao este făcând clic pe pictograma de evaluare a magazinului. Pentru magazinele Tmall.com, oamenii dau clic pe stele pentru a vedea evaluările lor. Utilizatorii Taobao citesc de obicei feedback și compară articole din mai multe magazine. Feedback-ul poate fi autentic sau artificial, solicitând utilizatorilor să-și emită propriile judecăți. Feedback-ul poate fi postat de orice client.
Fiecare tranzacție include o secțiune de feedback al clienților. Proprietarii de magazine depun adesea eforturi pentru a maximiza comentariile pozitive. Pot avea loc negocieri între vânzători și consumatori cu privire la cotele lor de satisfacție.
Taobao folosește instrumente de căutare și alte funcții pentru a înțelege cerințele utilizatorilor. Clienții sunt rugați să completeze sondaje care solicită:
- Obstacolele întâmpinate

- Sfaturi și recenzii

- Utilizarea frecvenței

- Importanța produsului respectiv

- Nivelurile de satisfacție

### Alte caracteristici
Piața Taobao oferă diverse caracteristici și servicii pentru a crea o experiență de utilizator mai bună pentru cumpărătorii online și comercianții cu amănuntul. În ianuarie 2010 s-a lansat aplicația Taobao, creată de dezvoltatori independenți prin intermediul platformei deschise Taobao, pentru a fi descărcată de consumatori în Taobao App Store.
În martie 2010, s-a introdus platforma Taobao Data Cube, care oferă întreprinderilor mici acces la datele sale agregate privind tranzacțiile consumatorilor pentru a vedea tendințele din industrie.
În iunie 2010, s-a încheiat un parteneriat cu Wasu Media Internet Limited pentru a lansa Taohua, o platformă de produse de divertisment digital și cumpărături interactive de televiziune digitală, care sunt operate de un joint-venture format din cele două companii.

#### Weitao
Weitao este un asistent de cumpărături/blog privat pentru clienții Taobao/Tmall. Este o funcție de microblogging pentru mărci și comercianți pe site-urile sale de comerț electronic Taobao și Tmall.

## Servicii

### Alipay
Lansat în 2004, Alipay este o platformă de plată online bazată pe escrow. Este metoda de plată preferată pentru Taobao Marketplace. Este cea mai utilizată metodă de plată online terță parte din China. Pentru a asigura tranzacții sigure, Alipay utilizează un sistem escrow prin care plata este eliberată vânzătorului numai după ce cumpărătorul a primit bunurile într-o stare bună. Potrivit site-ului web Alibaba Group, Alipay este în parteneriat cu mai multe instituții financiare, precum și Visa și MasterCard pentru a facilita plățile în China și în străinătate.
Sistemele Alipay sunt separate pentru diferite grupuri de utilizatori. De exemplu, utilizatorii Alipay pot trimite și primi fonduri dacă au un cont care are un card de credit emis în China, în timp ce utilizatorii cu alte carduri pot folosi Alipay doar pentru a plăti bunuri sau servicii de la Taobao. Acest lucru s-a dovedit problematic pentru utilizatorii internaționali, deoarece aceștia nu pot primi rambursări care nu sunt emise prin sistemul Taobao.
Modificările de reglementare emise de Banca Populară a Chinei (Banca Centrală a Chinei) urmează să modifice ecosistemul chinez de plăți online. Serviciile de plată digitală de top, cum ar fi WeChat Pay și Alipay, au transferat toate datele relevante privind tranzacțiile către agențiile corespunzătoare începând cu 30 iunie 2018.

### AliExpress
AliExpress a fost creat în aprilie 2010 ca site internațional de vânzare cu amănuntul. Oamenii care locuiesc în străinătate pot folosi serviciul pentru a cumpăra online articole de la producătorii chinezi.

### AliWangWang (Manager comercial)
Piața Taobao permite cumpărătorilor și vânzătorilor să comunice înainte de cumpărare prin programul său de chat instant proprietar încorporat, denumit AliWangWang.

### Baopals
În februarie 2016, 3 expați care locuiau în Shanghai au lansat Baopals, o platformă de cumpărături care traduce Taobao și Tmall în engleză, astfel încât străinii care locuiesc în China să poată accesa produsele și serviciile sale. Peste 2,4 milioane de articole au fost vândute pe platformă.

### Happy Taobao
În decembrie 2009, Taobao, împreună cu Hunan TV, au înființat Happy Taobao Inc. pentru cumpărături de televiziune. Hunan TV a lansat un serial de divertisment numit „Happy Taobao”, în timp ce Taobao Marketplace a creat canale și site-uri web independente.

### Taobao Live
În 2018, Alibaba a lansat serviciul de streaming numit Alibaba Live. Acest serviciu a fost creat cu scopul de a permite comercianților cu amănuntul online să își comercializeze produsele utilizând cumpărături sociale. Acest lucru a înregistrat o creștere semnificativă în popularitate și succes, cele 84 de magazine care folosesc acest serviciu raportând 7,4 milioane USD în vânzări în 2020. Taobao a declarat că prevăd ca transmisia în direct pe platforma lor va genera peste 500 de miliarde de tranzacții de vânzare. Taobao Live are acum peste 10.000 de weblebrități care promovează o gamă largă de articole, inclusiv produse cosmetice, îmbrăcăminte, bucătărie și numeroase gadget-uri electrice. Vânzările zilnice ale Taobao Live au depășit deja suma de 3 miliarde de dolari.
Alibaba promovează un nou stil de streaming live, numit cūnbō (村播), care prezintă vânzători din mediul rural. Taobao le-a oferit propria lor categorie în aplicație, cu scopul de a face mai ușor pentru acești vânzători din mediul rural să găsească clienți și adepți pe platformă.

## Singles' Day
Singles' Day (cunoscută și sub denumirea de carnavalul de cumpărături dublu unsprezece, ca în 11/11) este cea mai mare zi de cumpărături online din China. Are loc la 11 noiembrie în fiecare an. Este nevoie de avantajele zilei chinezilor singuri care a fost creată de studenții chinezi pentru a-și sărbători burlacitatea. După lansarea evenimentului, acesta a obținut o atenție larg răspândită, atrăgând și alte companii de comerț electronic să imite acest model.
Ziua single-ului a crescut rapid de la introducerea sa în 2009. Vânzările în 2009 au atins 50 milioane RMB (5,68 milioane GBP):[34] Vânzările au crescut rapid după aceea:
- 2009: 50 milioane RMB (5,68 milioane £)

- 2010: 900 milioane RMB (102 milioane £)

- 2011: 3,4 miliarde RMB (386 milioane GBP)

- 2012: 19,1 miliarde RMB (2,17 miliarde £)

- 2013: 35 miliarde RMB (3,97 miliarde GBP)

- 2015: 91,2 miliarde RMB

- 2016: 120,7 miliarde RMB

- 2017: 168,2 miliarde RMB

- 2018: 213,5 miliarde RMB

- 2019: 268,4 miliarde RMB

În 2016, Alibaba a introdus petrecerea T-mall dublu unsprezece, invitând celebrități care au participat la un spectacol Victoria's Secret. La petrecerea din 2017, Jack Ma și-a lansat filmul Gong Shou Dao (Defend the Homeland with Kungfu).
Din cauza volumului uriaș de tranzacționare și a veniturilor din Ziua single-ului, Taobao a lansat o altă activitate promoțională pe 12 decembrie (12/12), a condus tranzacții record în fiecare an după aceea.

## Strategia
Pe 29 martie 2016, CEO-ul Alibaba Group, Daniel Zhang, a subliniat trei direcții strategice pentru Taobao: mai mult bazat pe comunitate, mai mult activat pentru conținut și adaptat local.
Taobao folosește în mod extensiv strategii de cumpărături, cum ar fi personalizarea datelor, loialitatea clienților, difuzarea video și cererea concentrată a unei singure comunități pentru a construi etape pentru ca vânzătorii să-și afișeze mărfurile. Construiește un nou ecosistem de la producția de conținut, până la propagarea conținutului și consumul de conținut cu platformele de internet cooperante ale Alibaba, inclusiv Youku, Weibo, Alimama și Alifilms.

## Tehnologie

### Agentul adaptiv
Taobao aplică un instrument de căutare numit „agenții adaptivi”. Un agent adaptiv preia semnale din înregistrările de achiziții ale consumatorilor, inclusiv categorii, mărci, funcții și culori etc.; Motorul de căutare implică scanarea unui anumit cod de bare. Taobao urmărește istoricul cumpărăturilor clienților și îl reorganizează în selecții de care este probabil să fie atras cumpărătorul.
Un agent adaptiv funcționează prin actualizarea modelelor anterioare folosind date noi prin teorema lui Bayes (metoda lui Laplace). Posibilitatea apariției unui anumit eveniment poate fi estimată prin frecvența apariției acestuia în trecut. Clasamentul unui produs sau al unei pagini poate fi determinat de combinația informațiilor sale anterioare plus datele posterioare ale tranzacției clic.
Popularitatea modelului de căutare al lui Taobao se bazează pe calcularea ratei de corelare și a scorurilor de calitate:
- Scorul static al titlului unui produs (rata de corelare)

- Scorul de potrivire a titlului și interogarea unui produs (rata de corelare)

- Modelul de categorie a unui produs (rata de corelare)

- Modelul tranzacțional al mărfii (scor de calitate)

- Modelul vânzătorilor (scor de calitate).

- Feedback (scor de calitate).

### Căutare semantică
Taobao clasifică automat textul și imaginile produsului și folosește etichete pentru a se potrivi. Căutarea semantică rezolvă problema de corelare pe care nu o pot rezolva textele de cuvinte cheie, cum ar fi imaginile, textele complexe și textele ambigue. Căutarea semantică este un sistem de recomandare care prezintă clienților articole similare pe care consumatorii ar putea să nu le găsească atunci când caută un cuvânt cheie. Sunt folosite etichetarea entităților și alte clasificări.

## Piețele

### Taobao pentru Asia de Sud-Est
În septembrie 2013, Taobao și-a lansat site-ul din Asia de Sud-Est. O funcție de traducere este disponibilă pentru limbile majore din Asia de Sud-Est.

## Controverse
În august 2017, compania a eliminat vânzătorii controversați care oferă mesaje personalizate cu copii africani din cauza preocupărilor legate de exploatarea copiilor. Unii vânzători chinezi de Taobao au susținut că videoclipurile lor promoționale cu copii africani sunt „activitate de caritate” în care majoritatea profiturilor se îndreaptă către copii. Cu toate acestea, situația s-a dovedit mai complicată după ce un fotograf contactat de Beijing Youth Daily a spus că „copiii au primit doar gustări sau câțiva dolari drept recompensă”, indicând faptul că a existat o exploatare legitimă a copiilor.
În 2019, Taobao a eliminat toate articolele legate de Houston Rockets, ca răspuns la faptul că directorul general al organizației, Daryl Morey, a postat un tweet despre Hong Kong.
În octombrie 2020, pe fondul tensiunilor geopolitice în creștere dintre Taipei și Beijing, Taobao a anunțat că va părăsi piața taiwaneză după ce guvernul taiwanez a ordonat companiei să se reînregistreze ca fiind susținută de China sau să părăsească insula dacă nu o fac.
Aplicația mobilă Taobao a fost interzisă în India (împreună cu alte aplicații chinezești) la 2 septembrie 2020 de către guvern, mișcarea a intervenit pe fondul încăierării China-India din 2020.
În 2022, Biroul Reprezentantului Comercial al Statelor Unite a numit Taobao pe lista piețelor notorii pentru contrafacere și piraterie.

## Metrici
Piața Taobao avea peste 5 milioane de utilizatori înregistrați în iunie 2013 și găzduia peste 80 de milioane de listări de produse.[44] Acesta a facilitat aproximativ 200 de miliarde RMB în volumul brut de mărfuri în 2009. În septembrie 2013, Taobao s-a clasat pe locul 12 în clasamentul pe internet al Alexa. Pentru anul care s-a încheiat la 31 martie 2013, volumul combinat de mărfuri brute (GMV) al Taobao și Tmall.com combinat a depășit 1 trilion RMB. Începând cu 2021, Taobao a fost al 8-lea cel mai vizitat site web din lume și al 5-lea. cel mai vizitat site web din China.

## Satele Taobao
Satele Taobao sunt sate rurale chineze în care economia locală s-a dezvoltat pentru a se concentra pe Taobao. Divizia de cercetare Alibaba definește satele Taobao ca acelea în care afacerile sunt situate într-un sat administrativ dintr-o zonă rurală. Veniturile anuale din comerțul electronic ale satului depășesc 10 milioane RMB și satul are fie un exces de 100 de magazine online active, fie magazinele online active reprezintă mai mult de 10% din gospodăriile satului.